# Windsor (New Hampshire)
Windsor è un comune degli Stati Uniti d'America facente parte della contea di Hillsborough nello stato del New Hampshire.